# Wolfgang Murnberger

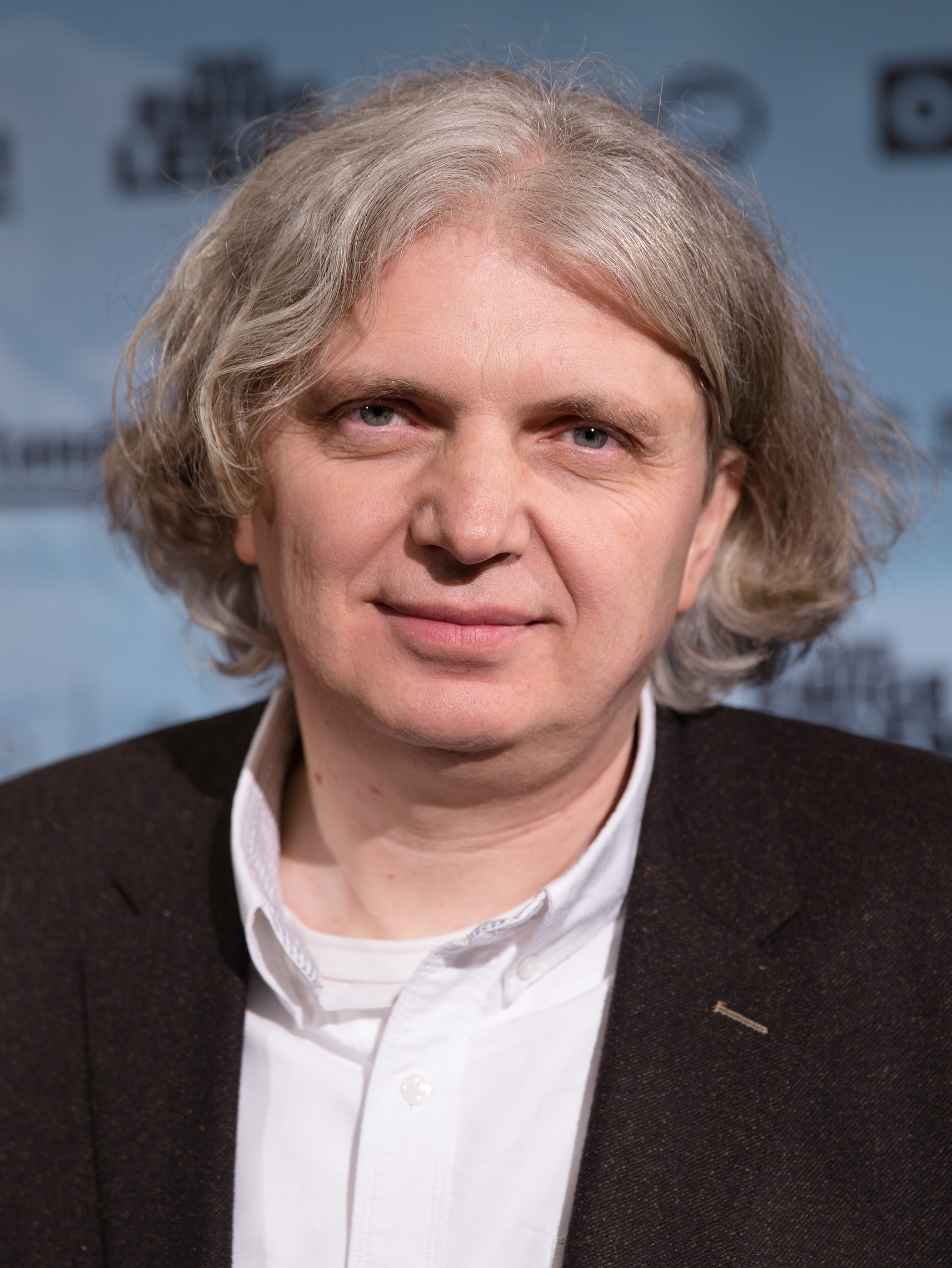
Wolfgang Murnberger 2015 auf der Premiere von Das ewige Leben in Wien

Wolfgang Murnberger (* 13. November 1960 in Wiener Neustadt) ist ein österreichischer Regisseur und Drehbuchautor.

## Leben und Wirken
Murnberger maturierte 1980 am Bundesgymnasium und Bundesrealgymnasium Mattersburg. Er studierte von 1983 bis 1990 Regie, Drehbuch und Schnitt an der Filmakademie Wien und stellte ab 1984 (Abschminken) einige Kurzfilme fertig. Sein autobiografisch inspirierter Abschlussfilm, der Spielfilm Himmel oder Hölle (1990), wurde an den Österreichischen Filmtagen ausgezeichnet und sorgte auch bei mehreren internationalen Festivals für Aufmerksamkeit und Preise.
Murnbergers zweiter Film Ich gelobe (1994), der erste nach seinem Abschluss an der Filmakademie, wies ebenfalls autobiografische Züge auf. Der Film, zu dem er selbst das Drehbuch verfasste, wurde sein erster großer nationaler Erfolg. Der Film, der von einem österreichischen Grundwehrdiener mit Identitätskrise handelt, erreichte in Österreich 52.000 Kinobesucher und wurde an der Viennale für die beste Regie mit dem Wiener Filmpreis ausgezeichnet. Er war 1995 Österreichs Beitrag für den Auslands-Oscar, wurde aber nicht nominiert.
Es folgten der Fernsehspielfilm Auf Teufel komm raus (1995) und der Fernsehfilm Quintett komplett (1998). 2000 erschien Murnbergers bis dahin erfolgreichste Produktion, die Detektiv-Satire Komm, süßer Tod nach einer Romanvorlage von Wolf Haas mit Josef Hader in der Hauptrolle. Mit 230.000 Kinobesuchern in Österreich war er damals auf Platz vier der meistbesuchten Filme aus heimischer Produktion seit Beginn der Besucherzählung 1981 (siehe auch Erfolgreichste österreichische Filme.) Auch in Deutschland konnte der Film 122.000 Kinobesucher anlocken. Die Fortsetzung Silentium erschien vier Jahre später und war noch erfolgreicher. Zwar erreichte der Film in Österreich mit 205.000 etwas weniger Kinobesucher als der Vorgänger, doch erschien der Film auch in der Schweiz (12.000 Kinobesucher) und erreichte in Deutschland 171.000 Besucher. Auch auf Filmfestivals erhielt die Fortsetzung mehr Beachtung, etwa mit dem zweiten Rang beim Publikumspreis der Berlinale 2005.
Von 2002 bis 2005 erreichte Murnberger mit der Fernseh-Trilogie Brüder, in der beliebte Kabarettisten mitwirkten, ebenfalls großen Publikumszuspruch. Neben Kino- und Fernsehfilmen inszenierte Murnberger auch einzelne Folgen von Fernsehserien, bisher Vier Frauen und ein Todesfall (2005–2007) sowie drei Tatort-Folgen (1997, 2007, 2011).
2009 kam der dritte Teil der Simon-Brenner-Reihe in die Kinos. Mit mehr als 278.000 Kinobesuchern allein in Österreich wurde Der Knochenmann zu Murnbergers bis dahin größtem Kinoerfolg.
Wolfgang Murnberger gründete 2009 zusammen mit anderen österreichischen Filmschaffenden die Akademie des Österreichischen Films, er gehört dem Vorstand an.
Seit dem Wintersemester 2013 ist Wolfgang Murnberger Professor im Fach Regie an der Filmakademie Wien.
Der vierte Brenner-Film Das ewige Leben konnte mit 284.935 heimischen Kinobesuchern den Besuchererfolg des Vorgängers Der Knochenmann sogar noch knapp übertreffen. Zu allen vier Brenner-Filmen schrieb Murnberger das Drehbuch gemeinsam mit dem Autor der Romanvorlagen, Wolf Haas, und Hauptdarsteller Josef Hader.

## Filmografie

### Kino
- 1990: Himmel oder Hölle
- 1994: Ich gelobe
- 1995: Auf Teufel komm raus
- 2000: Komm, süßer Tod
- 2001: Hainburg
- 2002: Taxi für eine Leiche
- 2004: Silentium

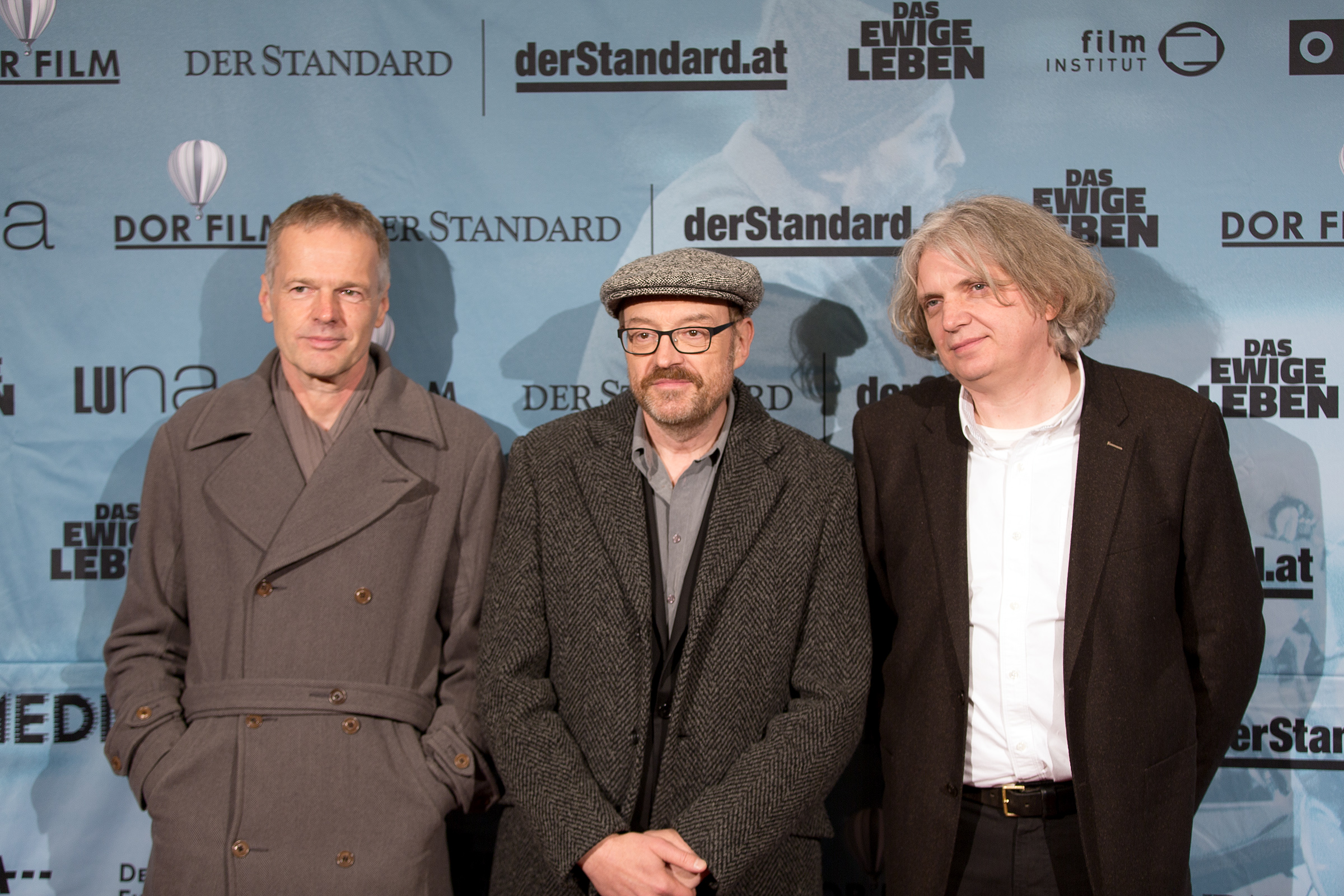
Murnberger (r.) mit Wolf Haas und Josef Hader bei der Premiere von Das ewige Leben (2015)

- 2006: Lapislazuli – im Auge des Bären
- 2009: Der Knochenmann
- 2011: Mein bester Feind
- 2015: Das ewige Leben
- 2015: Kleine große Stimme

### Fernsehen
- 1997: Tatort: Morde ohne Leichen (Fernsehreihe)
- 1998: Quintett komplett
- 2000: Zwei Frauen, ein Mann und ein Baby
- 2001: Wir bleiben zusammen
- 2002: Taxi für eine Leiche
- 2002: Brüder
- 2003: Brüder II
- 2005: Brüder III – Auf dem Jakobsweg
- 2007: Der schwarze Löwe
- 2007: Tatort: Tödliche Habgier
- 2009: Meine Tochter nicht
- 2010: Seine Mutter und ich
- 2010: Die Spätzünder (Live is Life – Die Spätzünder)
- 2011: Tatort: Vergeltung
- 2011: Bauernopfer
- 2011: Die Abstauber
- 2011: Kebab mit Alles
- 2012: So wie du bist
- 2013: Alles Schwindel
- 2013: Eine Handvoll Briefe
- 2013: Wer hat Angst vorm weißen Mann?
- 2013: Die Spätzünder 2 – Der Himmel soll warten
- seit 2014: Landkrimi (Fernsehreihe)
  - 2014: Steirerblut
  - 2018: Steirerkind
  - 2018: Achterbahn
  - 2019: Steirerkreuz
  - 2020: Steirerwut
  - 2021: Steirertod
  - 2021: Steirerrausch
  - 2022: Steirerstern
  - 2022: Steirergeld
  - 2023: Steirerangst
  - 2023: Steirerschuld
  - 2024: Steirergift
  - 2024: Steirermord
- 2015: Luis Trenker – Der schmale Grat der Wahrheit
- 2015: Kleine große Stimme
- 2016: Kästner und der kleine Dienstag
- 2017: Schnitzel geht immer
- 2017: Kebab extra scharf!
- 2018: Nichts zu verlieren
- 2018: Keiner schiebt uns weg
- 2020: Schönes Schlamassel
- 2022: Sayonara Loreley

### Dokumentarfilme
- 1994: Attwengerfilm

## Auszeichnungen
- Filmfestival Max Ophüls Preis 1991: Filmpreis des saarländischen Ministerpräsidenten für Himmel oder Hölle
- International Film Festival Rotterdam 1991: Special Mention beim FIPRESCI-Preis für Himmel oder Hölle
- Tokyo International Film Festival 1991: Young Cinema Bronze Award für Himmel oder Hölle
- Viennale 1994: Wiener Filmpreis für Ich gelobe als bester österreichischer Film
- Romy 1996: Goldene Romy für Auf Teufel komm raus als bester österreichischer Fernsehfilm
- Erich-Neuberg-Preis 1996: Beste Regie des Jahres bei einer ORF-Produktion für Auf Teufel komm raus
- Romy 2000: Goldene Romy für Komm, süßer Tod als meistbesuchter österreichischer Kinofilm des Jahres
- Adolf-Grimme-Preis 2000: Nominierung für Quintett komplett
- Erich-Neuberg-Preis 2002: Beste Regie des Jahres bei einer ORF-Produktion für Brüder
- Romy 2003: Goldene Romy für Taxi für eine Leiche als bester österreichischer Fernsehfilm
- Kulturpreis der Stadt Wiener Neustadt 2004 für Literatur
- Berlinale 2005: Platz 2 beim Publikumspreis für Silentium
- Festival du Film policier de Cognac 2006: Siegerbeitrag mit Silentium
- Romy 2007: Goldene Romy für Brüder III als bester österreichischer Fernsehfilm
- Niederösterreichischer Kulturpreis 2010 in der Kategorie Medienkunst[5]
- 2018: Fernsehpreis der Österreichischen Erwachsenenbildung 2017 gemeinsam mit Dorothee Schön für Kästner und der kleine Dienstag[6]